# Nick Saban
Nicholas Lou Saban Jr. (nacido el 31 de octubre de 1951) es un comentador deportivo y entrenador de fútbol americano universitario. Él es un analista por el programa College GameDay de ESPN, que discute fútbol americano universitario. Muchos se consideran uno de los mejores entrenadores de fútbol americano de todo tiempo.Saban sirvió como el entrenador en jefe de los Miami Dolphins del National Football League y a cuatro universidades: la Universidad Estatal de Luisiana, la Universidad Estadal de Míchigan, la Universidad de Toledo y, la más famosa, la Universidad Estatal de Alabama, donde él entrenó desde 2007 a 2023. 
Como un entrenador en jefe, Saban ha ganado siete títulos nacionales, lo más en la historía de fútbol americano universitario.El primero fue con los LSU Tigers en el BCS National Championship Game en 2003. Después, entrenó el Alabama Crimson Tide al BCS en 2009, 2011 y 2012 y al campeonato del College Football Playoff en 2015, 2017 y 2020. Fue el primer entrenador en la historía de fútbol americano universitario a ganar el campeonato nacional con dos Football Bowl Subdivisions diferentes desde 1936. Saban y entrenador previo Paul "Bear" Bryant son los únicos entrenadores que han ganado un campeonato de la Conferencia del sureste (SEC) con dos universidades diferentes. El historial de carrera como un entrenador en jefe universitario es 292–71–1. 
En 2013, Saban fue investido al Salón de la Fama de Deportes de Alabama, un museo estadal.Saban entrenó a quatro ganadores del Trofeo Heisman: Mark Ingram II (2009), Derrick Henry (2015), DeVonta Smith (2020) y Bryce Young (2021).

## Vida temprano y educación
Saban nació en Fairmont, Virginia Occidental. Hijo de Mary y Nick Lou Saban Sr., su padre fue dueño de una estación de servicio pequeña y su madre fue una ama de casa.Tiene una hermana. Saban es de la ascendencia croata; su abuelo paterno, Stanko Saban, nació en Gospić y emigró a Portland, Oregón en 1908. 
Saban se graduó de Monongah High School en Monongah, Virginia Occidental. Durante la preparatoria, él jugó el mariscal de campo y ganó el campeonato estatal de 1968. 
El 18 de diciembre de 1971, Saban se casó Terry Constable, también de Virginia Occidental. En 1973, se graduó de Universidad Estadal de Kent con un bacillerato en los negocios. Saban jugó defensive back por la universidad bajo entrenador Don James. Saban y su compeñero de cuarto evitaron la Masacre de la Universidad Estatal de Kent cuando decidieron ir a almorzar antes de ir a la concentración.
En 1975, Saban recibió la maestría de administración de deportes de la Universidad Estadal de Kent. Su padre murió durante el primer año de estudios posgrado de Saban.

## Carrera de entrenamiento

### Carrera temprano de entrenimiento
Saban no tenía la intención de entrenar hasta que Don James, su entrenador universitario, lo contrató en el papel de asistente en la Universidad Estadal de Kent, que él aceptó mientras esperaba a que su esposa se graduara.Él también sirvió como un entrenador asistiente de varias universidades: la Universidad de Siracusa (1977), la Universidad de Virginia Occidental (1978–79), la Universidad Estadal de Ohio (1980–81), la Academia Naval de los Estados Unidos (1982) y la Universidad de Míchigan (1983–87).
Después de la temporada de 1987, la Universidad Estadal de Kent ignoró a Saban por el papel de entrenador en jefe.Saban fue contratado como un entrenador asistiente con los Houston Oilers en la Liga Nacional de Futbol Americano.

### Universidad de Toledo
Saban empezó la carrera como entrenador en jefe en el invierno de 1989 con la Universidad de Toledo. Los Rockets han completado las temporadas de 1988 y 1989 con un historial de 6–5, pero en 1990 Saban y el equipo encontraron el éxito.El equipo terminó la temporada 9–2, con dos pérdidas reñidas, y con el título de cocampeonato de la Conferencia de Norteamérica Central. 

### Cleveland Browns
Después de una temporada con Toledo, Saban renunció el puesto de entrenador en jefe para ser el coordinador defensivo para los Cleveland Browns bajo entrenador en jefe Bill Belichick. Saban quedó en el puesto durante cuatro temporadas. Décadas después, Saban dijo que estos cuatro años eran "los peores de mi vida".

### Universidad Estadal de Míchigan

#### Temporadas 1995–1997
Saban se hizo el entrenador en jefe de la Universidad Estadal de Míchigan antes de la temporada 1995. La Universidad no ha completado una temporada ganadora desde 1990, y el equipo ha sido sancionado por la NCAA por violaciones de reclutamiento que eran cometidos durante el entrenador anterior, George Perles.
Empezando en 1995, Saban mejoró el equipo moderadamente; Míchigan fue a un bowl game por las tres primeras temporadas de Saban.Desde 1995 hasta 1997, la universidad cumplió 6–5, 6–6, y 7–5.

#### Temporada 1998
El 7 de noviembre de 1998, los Espartanos vencieron los Buckeyes de la Universidad Estadal de Ohio, clasificado primero, con un resultado de 28–24 en el Estadio de Ohio.A pesar de la derrota inesperada, el equipo terminó 6–6, y no recibió una invitación a un bowl game. 

#### Temporada 1999
Saban guio los Espartanos durante una temporada de 9–2. Después del partido final de la temporada regular, Saban renunció repentinamente para aceptar el puesto del entrenador en jefe de la Universidad Estatal de Luisiana.Bobby Williams, entrenador en jefe asistiente, entrenó el equipo victorioso en el Citrus Bowl.

### LSU

#### Temporada 2000
En noviembre de 1999, la Universidad Estatal de Luisiana monbró a Saban el 31° entrenador en jefe de fútbol americano. Los Tigers terminaron la temporada 8–4 y ganaron el Peach Bowl contra el Instituto Tecnológico de Georgia.Pero, la temporada fue estropeada por pérdidas desiguales, incluyendo uma pérdida 34–17 contra los Tigers de la Universidad de Auburn y 41–9 contra los Gators de la Universidad de Florida.

#### Temporada 2001
Saban llevó los Tigers a un historial de 10–3, incluyendo el Campeonato de la SEC y una victoria en el Sugar Bowl.Después de una pérdida a los manos de los Rebels de la Universidad de Missisippi, los Tigers terminaron el año con seis victorias consecutivas. Fue el primer Campeonato de la SEC desde 1986 y la primera vez que los Tigers han ganado el Sugar Bowl desde 1968.

#### Temporada 2002
La termporada 2002 abrió con expectaciones altas, pero una pérdida en el primer juego contra el Instituto Tecnológico de Virginia (28–8) planteó dudas. Pero, otra vez los Tigers ganó los seis partidos consecutivos; después, el mariscal de campo Matt Mauck receibió una herida y los Tigers perieron cuatro de los ultímos seis partidos, incluyendo una pérdida de 21–20 contra la Universidad de Arkansas que costó la participación en el partido campeonato de la SEC.LSU también sufró uma pérdida 35–20 contra la Universidad de Tejas en el Cotton Bowl, y terminó la temporada 8–5.

#### Temporada 2003
Los Tigers empezaron la temporada con cinco victorias, incluyendo una victoria de 17–10 contra el campeón anterior y invicto, los Bulldogs de la Universidad de Georgia. LSU perdió la semana próxima contra Florida, 19–17. Después de la pérdida, LSU no sufró uma pérdida en la temporada. Terminó la temporada regular con una victoria contra los Razorbacks de Arkansas para ganar la SEC Oeste.Derrotó los Bulldogs de Georgia 34–13 para ganar el partido compeonato de la SEC en Atlanta.LSU fue clasificado 2° en los rangos BCS y advanzó para jugar los Sooners de la Universidad de Oklahoma en el Sugar Bowl. Los Tigers ganaron 21–14, dando los Tigers el título de Campeón Nacional de BCS y un historial de 13–1. Las 13 victorias en una temporada establecieron un récord, rompiendo el anterior de 11 victorias del equipo de 1958.

#### Temporada 2004
LSU terminó la temporada 9–3, con pérdidas a manos de la Universidad de Iowa, la Universidad de Auburn y la Universidad de Georgia. Al final de la temporada, Saban se fue para ser entrenador de los Miami Dolphins.

### Miami Dolphins

#### Temporada 2005
Saban aceptó el puesto de entrenador en jefe en el NFL el 25 de decimbre de 2004. Fue el 6° entrenador en la historia de la franquicia. La era Saban oficiamente empezó con una victoria de 34–10 contra los Denver Broncos. Por los próximos nueve partidos, los Dolphins se costaron, perdiendo siete de los nueve. Después de dos meses frustrantes, los Dophins empezaron el ascenso y ganaron los seis partidos finales, incluyendo una victoria contra los New England Patriots. El equipo terminó el año con un historial 9–7 y casi fue a los playoffs.

#### Temporada 2006
En la temporada 2006, muchos esperaban a los Dolphins ir a los playoffs. Sin embargo, la temporada era infructoso. Los Dophins consideraban mariscal de campo Drew Brees, quien acabó de ser liberado de los San Diego Chargers a causa de una herida grave del hombro y una disputa subsiguiente sobre su contrato, pero en actualidad el equipo intercambió por Daunte Culpepper, quien ya se estaba recuperando de una herida de la rodilla de la temporada anterior.Saban dijo más tarde que la decisión a ignorar a Brees fue el momento que sabía salir el equipo.Culpepper nunca se recuperó totalmente, y últimamente fue puesto en la lista de reserva herida.
Después de empezar la temporada 1–6, los Dolphins ganaron cuatro partidos consecutivos, incluyendo contra los Chicago Bears, el campeón defensor del Super Bowl, y los Kansas City Chiefs.De repente, los Dolphins tenían una posibilidad de ir a los playoffs con un historial de 5–6, pero una pérdida de 24–10 contra los Jacksonville Jaguars mató las esperanzas.Continuaron en la temporada regular para terminar 6–10, la primera temporada perdador como entrenador en jefe.
El 27 de noviembre de 2006, la Universidad de Alabama anunció la decisión de despedir entrenador en jefe Mike Shula. Rumores dieron que Saban ocupó el primer puesto en la lista de deseos de la universidad, per Saban rechazó discutir el empleo hasta que terminara la temporada de la NFL.Saban se encontró con oficiales de Alabama el primer de enero de 2007, un poco después de la pérdida que terminó la temporada contra los Indianapolis Colts.

### Alabama

#### Temporada 2007
El 3 de enero de 2007, Saban anunció que ha aceptado una oferta para ser el 27° entrenador en jefe de la Universidad de Alabama. El contrato inicial de ocho años sumó a US$32 millón, y se convirtió en unos de los entrenadores de fútbol americano más pagado, en la liga profesional o universitaria, en los EE. UU. del tiempo.
El 1 de septiembre de 2007, el Crimson Tide empezó la temporada con una victoria de 52–6 contra los Western Carolina Catamounts, marcando más puntos que cualquier otro partido en la temporada 2006. Alabama terminó la temporada regular con una historial 6–6, incluyendo una racha de pérdidas de cuatro partidos consecutivos, una pérdida humillante en casa contra Luisiana–Monroe y la sexta pérdida consecutiva contra Auburn en el Iron Bowl.El Crimson Tide venció la Universidad de Colorado en el Independence Bowl, 30–24, para terminar la temporada 7–6.

#### Temporada 2008
Durante su año segundo como entrenador en jefe de Alabama, Saban logró una temporada perfecta de 12–0. Fue la primera vez Saban terminó la temporada regular sin una pérdida y la primera vez la universidad fue incivta en la temporada regular desde 1994.Saban apareció en la portada de la edición septiembre de Forbes con el título "El entrenador más poderoso en deportes".
Continuó la temporada regular con la clasificación de 1°, la primera vez que el equipo ocupó el puesto durante la temporada regular desde 1980. El equipo venció LSU, obteniendo el título de campeón de la división occidental de la SEC por la primera vez desde 1999.En el partido final de la temporada regular, Alabama venció Auburn 36–0, el mayor margen de victoria en el Iron Bowl desde 1962 y la primera victoria contra Auburn desde 2001.En el partido de campeonato de la SEC, Alabama sufrió su primer derrota contra los Florida Gators con el resultado de 31–20 y terminó la temporada con una segunda derrota contra la Universidad de Utah en el Sugar Bowl para terminar latemporada 12–2.
Saban recibió varios premios de Entrenador del Año.

#### Temporada 2023
En la temporada 17° de Saban, Alabama empezó el año clasificado 4° en el sondeo de AP y 3° en el sondeo de entrenadores.
En el primer partido de la temporada, Alabama venció Middle Tennessee 56–7.El próximo partido, 11° Tejas viajó a Alabama, y ganó 34–24.La pérdida rompió una racha de 57 victorias contra oponentes fuera de la conferencia en la temporada regular.El Tide de esforza en el próximo partido contra la Universidad del Sur de Florida, per ganó 17–3.Alabama jugó el primer partido de la conferencia contra 15° Ole Miss y ganó 24–10.Después, venció Mississipppi State 40–17 por la 16ª vez consecutiva.Derrotó Tejas A&M 26–20. En el partido homecoming, apenas venció Arkansas 24–21, que marcó la victoria 200° de Saban con Alabama.En el tercer sábado de octubre, una tradición de la rivalidad, Alabama vengó la pérdida de la temporada anterior contra 17° Tennessee con el resultado 34–20.También vengó la otra pérdida de la temporada regular anterior cuando venció 14° LSU 42–28.
La semana próxima, Alabama venció Kentucky 49–21 para ganar el título de la SEC Occidental — el 15° título de la división de Saban y su 13° con Alabama.En el día de los jugadores del último año, Alabama derrotó aplastantemente la Universidad de Chattanooga, marcando la 16° temporada consecutiva de 10 victorias.En el Iron Bowl, mariscal de campo Jalen Milroe tiró un paso de touchdown con 32 segundos restantes para vencer Auburn 27–24.La victoria marcó Saban el primer entrenador de Alabama desde Bear Bryant que venció cuatro años consecutivos. Alabama terminó la temporada regular 11–1.
En el campeonato de la SEC, Alabama derrotó 1° Georgia 27–24, rompiendo la racha de 29 victorias de Georgia.Fue la 30° campeonato de la SEC del equipoy el 11° título SEC de Saban y la 9° con Alabama.
El día subsequente, Alabama fue seleccionado por el College Football Playoff por la vez octava. Alabama fue el cabeza de serie cuarto, entonces jugó el primero Michigan State en el Rose Bowl.En la prórroga, Michigan ganó 27–20. Fue la primera vez Saban perdió una semifinal desde 2014; también la pérdida rompió una racha de 15 años de ser clasificado primero en los sondeos durante la temporada y marcó la primera vez que Saban pasó tres temporadas consecutivas sin ganando un campeonato nacional a Alabama.El Tide terminó la temporada 12–2. 
Saban anunció la jubilación al 10 de enero de 2024. Terminó su carrera de entrenamiento con Alabama con un historial de 201–29.

## La televisión
Saban hizo un cameo como él mismo en la película Un sueño posible, donde solicitó repetir una conversación que tuvo con Michael Oher en vez de seguir el guion. El director, John Lee Hancock, lo aprobó.
En agosto de 2021, el documentario Nick Saban: Gamechanger fue estrenado. El documentario tiene entrevistas de Bill Belichik, el director atlético de Alabama Mal Moore y otros.
Durante la temporada 2023 universitaria, Saban aparecía cada jueves en The Pat McAfee Show.
El 7 de febrero de 2024, ESPN contrató a Saban como un analista por College GameDay, empezando con la temporada 2024 de fútbol americano universitario. La cadena anunció que Saban también contribuirá a la cobertura informativa de la Draft de la NFL y SEC Media Days.Saban ha apericido anteriormente en el papel de analista invitado durante la cobertura informative del College Footbal Playoff.

## Vida personal
Saban es de ascendencia croata. 
Saban es un católico pisdoso y asiste a la misa antes de partidos. La familia Saban asiste St. Francis of Assisi University Parish en Tuscaloosa, Alabama.El sacerdote de la parroquia, el Padre Gerald Holloway, sirvió al equipo como el capellán antes de estar transferido.
Saban y su esposa, Terry, han estado casados por más que 50 años.Tienen dos hijos adoptivos: Nicholas y Kristen.Los Sabans son cofundadores de la fundación Nick's Kids. La fundación apoya las necesidades de niños. En los tres años iniciales en Alabama, Nick's Kids recaudó más que US$1 millón. Saban es dueño de una casa de vacaciones en el lago Burton, Georgia y una casa de la playa en Jupiter, Florida.
En el mundo de fútbol americano, Saban y Bill Belichik son amigos; se han conocidos desde 1982.Saban comparte su apellido con un otro entrenador de fútbol americano famoso, Lou Saban, pero sus familias dicen que no estar relacionados .Saban mantiene contacto con su jugadores, cargando un papel de mentor por sus jugadores anteriores.
En 2022, Saban firmó una carta con otras personas dirigida al Senador Joe Manchin, apoyando la aprobación del proyecto de ley La ley de la libertad de votar. Saban y Manchin se criaron  juntos en Virginia Occidentaly Saban ha respaldado a Manchin por el Senado en 2018.